# Andrew Barisic
Andrew Nikolas Barisic (Canberra, 22 marzo 1986) è un calciatore australiano, attaccante del Gold Coast Knights.

## Carriera

### Club
Ha giocato tra Australia, Germania, Croazia (seconda divisione), Singapore, India e Hong Kong.
Vanta una ventina di presenze in AFC Cup.

## Palmarès

### Club

#### Competizioni nazionali
- Hong Kong Senior Challenge Shield: 1

South China: 2013-2014